# なつみ知香
なつみ 知香（なつみ ちか、1980年8月17日 - ）は、日本の元女子プロレスラー。身長163cm、体重58kg。血液型A型。石川県金沢市出身。本名は非公開。我闘姑娘に所属していた。
2005年、海外留学のため、5月1日の我闘姑娘・板橋グリーンホール大会にて引退。

## 得意技
- ネックブリーカー[1]
- 変形ノーザンライトスープレックス[1]